# Protosticta grandis
Protosticta grandis – gatunek ważki z rodziny Platystictidae.